# Molly Nilsson
Molly Lilly Maria Nilsson (Gröndal, Estocolmo, Suecia; 14 de diciembre de 1984) es una cantautora, productora, teclista y artista musical de synth pop oriunda de Suecia, que actualmente reside en Berlín, Alemania.
Artista independiente y gestora de su propio sello discográfico, escribe toda la música como también las letras de sus canciones. Se radico en Berlín en 2007, donde produce su música en su propio Home Studio, también ella graba y edita sus propios videoclips, y diseña las portadas de sus álbumes, además de organizar sus giras. En 2008 editó su primer álbum de estudio llamado These Things Take Time en una tanda limitada de CD-R que grabó de forma hogareña. A partir del álbum The Travels de 2013 se asoció al sello escocés Night School para editar sus álbumes en conjunto con su sello Dark Skies Association.
Ha brindado al rededor de 500 conciertos en Europa, América del Norte y Sudamérica, Asia y Oceanía, la mayoría siendo cabeza de cartel. Su álbum Extreme editado en 2022 fue considerado uno de los diez mejores álbumes de 2022 según el medio británico The Guardian, además llegó al puesto número 10 entre los 50 mejores álbumes del año en una lista hecha por The Fader, y el sencillo "Pompei" fue nombrado "Mejor Música Nueva" por NPR.
Los críticos por lo general suelen asociar su música con el synth pop y lo-fi, pero también coinciden que a partir de su álbum Zenith de 2016, su música evolucionó al pop progresivo, pero sin dejar de lado el synth pop. Sus letras suelen hablar de las relaciones tanto amorosas como amistosas, algunas son autorreferenciales, pero se ha señalado que la lírica de sus álbumes evolucionó a temas políticos y de crítica social.

## Biografía
Nació el 14 de diciembre de 1984 en Gröndal, Estocolmo, Suecia, pero cuando tenía once años su familia se mudó a la región de Södermalm. En una entrevista Molly Nilsson confesó que de niña deseaba ser directora de cine. Según ella, en su entorno familiar no se escuchaba mucha música, y aunque en su juventud fue disc-jockey, no pensaba que terminaría siendo una compositora. Su padre, quién considera "su fan número uno", es pintor artístico (otras fuentes aseguran que es trabajador postal) su madre murió cuando Molly tenía diez años de edad, hecho que ella ha vinculado a la nostalgia que transmiten sus canciones: "eso me hizo muy conservadora cuando era niña. Simplemente porque quería que todo siguiera como estaba cuando ella estaba viva". Sus padres fueron sindicalistas.
A los 18 años intentó formar una banda junto a otras dos amigas, siendo Nilsson la guitarrista, pero nunca llegaron a hacer música. Descubrió la cultura del DIY a través de los fanzines, llegó a realizar algunos del tipo cómic. Se trasladó a Berlín en 2004 con la intención de ser una artista plástica. Al principio tuvo algunos trabajos de medio tiempo para conseguir dinero, entre ellos, fue guardarropa del superclub Berghain, y consiguió el dinero suficiente para concentrarse en la música durante el resto de la semana.
Ya en su nueva residencia, comenzó a componer canciones primero bajo el nombre de "Formerly Known as White Bread!" (algunos videos clips en su canal de Youtube son presentados con ese nombre, como "Won't Somebody Take Me Out Tonight") y poco después adoptó el nombre de Molly Nilsson. Cuando un amigo le enseñó a usar el programa GarageBand, y le dejó un ordenador porque el suyo se había descompuesto, compró un teclado y comenzó a componer canciones.

Berlín es un buen lugar para experimentar si eres un artista... Si me hubiera quedado en Estocolmo, no estaría haciendo música en primer lugar.
Molly Nilsson.

Editó su primer álbum These Things Take Time en 2008, del que solo se hicieron 500 copias. Sus primeras grabaciones las registraba ella misma de forma hogareña, también imprimía sus carátulas y se encargaba de la comercialización de sus álbumes. These Things Take Time tuvo bases simples y minimalistas, mayor ruido de grabación de fondo y menos swing. En 2011 el artista de indie pop John Maus cantó su canción "Hey moon!", dándole un empujón de popularidad a Nilsson, y fue a partir de ese año que comenzó a realizar giras internacionales. A partir de allí Nilsson se estableció como una compositora adepta a crear canciones pop con temáticas concisas, que a veces rememoran el romanticismo trágico e ingenio irónico de The Magnetic Fields.
Escrito y grabado durante el 2009, su segundo álbum, Europa, siguió una temática similar a su anterior álbum. El álbum marcó el inicio del sello autogestionado de Nilsson, Dark Skies Association, que fundó en 2009 cuyo nombre está basado en una ONG que atiende la problemática de la contaminación lumínica, aunque Nilsson ha dicho que le gustan las luces de la ciudad. Europa fue concebido en el contexto de la Gran Recesión de 2008 y la entonces entrante década de 2010. El álbum ha sido descrito como idealista, esperanzador y que aborda las ideas de "no tener fronteras para encarcelar a la gente" y "la gente se une para mejorar las cosas". Fue el primero de sus lanzamientos grabado en Lighthouse Studios, su propio estudio de grabación en Berlín.
Su tercer álbum, Follow the Light se editó en julio de 2010, del cual declaró que estaba "un poco desilusionada y confundida acerca de lo que [ella] iba a hacer" después de que su álbum anterior Europa de 2009, no se vendiera tan bien como se esperaba. En 2022, Nilsson recordó con cariño el álbum y dijo: "soy muy crítico con casi todo lo que hago, pero cuando miro hacia atrás en ese álbum, creo que es muy divertido. No creo que haya uno mala canción ahí". La memoria es un tema central en Follow the Light, específicamente en las canciones "The Closest We Ever Get to Heaven" y "I'm Still Wearing His Jacket". La crítica señalo que Nilsson había mejorado tanto en la producción como en la calidad de las grabaciones para este álbum.
En 2010 cuando estaba dejando sus álbumes en una disquería, conoció y se hizo amigo de  Michael Kasparis, quién trabajaba allí. Kasparis ayudó por medio de su sello independiente Night School a distribuir los álbumes de Nilsson.
History fue editado el 14 de diciembre de 2011. Fue el último álbum de Nilsson que fue íntegramente autoeditado por ella, ya que luego comenzó a colaborar con Night School Records. Ha sido citado como su álbum "revelación", por ella misma. Luego de su publicación, comenzaron a llegarle correos electronicos para dar conciertos, así ella comenzó a emprender largas giras, dejando de lado los empleos de medio tiempo como guía de museo o moza en un bar.
El álbum The Travels se editó en 2013, y fue el primer álbum editado en asociación con Night School Records, al año siguiente se reeditó su primer álbum, These Things Take Time como álbum doble en vinilo, con la adicción de cuatro pistas.
Aficionada a viajar, ella dio un gran paso fuera de su zona de confort cuando viajó a Argentina durante dos meses, en los que grabó en el país el EP Sólo Paraíso - The Summer Songs en 2014. De allí, la canción "Blue Dolar" hace referencia al tipo de cambio ilegal que existía en el país, y "Plaza Italia" al espacio público del barrio de Palermo.
El proceso de grabación de su sexto álbum resultó ser un poco más complejo que los anteriores. Cuando había terminado de grabarlo, y tras su travesía en el verano de 2014 en Buenos Aires, al volver a escucharlo, y tras hacer una revisión más crítica terminó por desguazar la versión acabada, al darse cuenta de que no era el paso que quería seguir. En su lugar, ella amplió Zenith como llamaría a su nuevo trabajo, su álbum más melódico y mejor producido hasta ese momento. Fue editado por Dark Skies Association en asociación con Night School en 2015, y recibió críticas ampliamente favorables por parte de la prensa musical y fue el álbum que la hizo popular en gran parte del mundo.
En marzo de 2016 durante su segunda visita a la Argentina, grabó una versión de la canción "Viéndolo" de Los Twist en colaboración con Diosque, que fue editada como sencillo junto a "Toca mis huesos". En noviembre participó del festival Cønjuntø Vacíø en Barcelona, España junto a Internazionale, Damien Dubrovnik, Phase Phatale, First Hate, SDH y Fingering Eve, de allí se editó un álbum con ocho canciones (una por artista), Nilsson aportó su canción "Think about you". A fines de 2016 se embarcó en una gira junto a Sean Nicholas Savage, el dúo grabó la canción "Lunar Eclipse of the Heart" que se publicó en el canal de Youtube de Nilsson.
Su séptimo álbum de estudio se tituló Imaginations y fue editado el 26 de mayo de 2017, siguió con la premisa de pop progresivo de Zenith, aunque con un estado de ánimo más optimista. El nuevo álbum recibió críticas favorables. Inicialmente Imaginations fue anunciado para enero de 2017, pero su edición se retrasó a mayo, una cuestión que Nilsson calificó como "frustrante" [...] ya que: "soy ansiosa por editar las cosas ni bien ya están terminadas".
El próximo álbum tomó su título del año 2020, Nilsson también se inspiró en los carteles de los Juegos Olímpicos de Verano de 2020, que vio durante un viaje a Tokio en 2017, y en las próximas elecciones presidenciales de Estados Unidos de 2020. Nilsson comenzó a trabajar en 20-20 cuando se retrasó el lanzamiento de su álbum anterior Imaginations. Como de costumbre, el álbum fue grabado en su estudio propio, Lighthouse Studios en Berlín.  El álbum está ambientado en un futuro cercano y es "al menos en parte un álbum conceptual". Se lanzó en vinilo, CD, cinta de casete y como descarga digital el 2 de noviembre de 2018. 20-20 ha sido descrito como político y anticapitalista, y un escritor dijo que trata sobre la "emoción y el terror de vivir en el fin de los tiempos del capitalismo tardío". Trata temas que incluyen el patriarcado, cambio climático, control de armas, y el paso del tiempo. Varios escritores destacaron la perspectiva optimista del álbum a pesar de los temas que aborda.
Después del lanzamiento de su anterior álbum 20-20, pasó por un período de "depresión creativa". Su nuevo álbum, Extreme fue "escrito en gran parte" en 2019 y "grabado principalmente" en 2020. En el material promocional del álbum, el sello Night School Records escribió: "Es un disco sobre el poder. Sobre cómo luchar contra él, cómo tomarlo y cómo compartirlo". Extreme fue también bien recibido por la crítica, siendo incluido entre los mejores álbumes de 2022 en una lista elaborada por el medio brítanico The Guardian, el sitio web The Fader también incluyó al álbum en el puesto n.° 10 en su lista de los mejores 50 álbumes de 2022, mientras que el sencillo "Pompei" fue galardonado como "Mejor Música Nueva" por NPR.
Molly Nilsson, junto a Molchat Doma, The Youth Underground y diversos músicos de origen europeo participaron del álbum For Belarus lanzado el 25 de agosto de 2020, de veintidós canciones, en donde Nilsson cedió la canción "The Power Ballad". Los fondos obtenidos de la venta del álbum (cuyo precio es a voluntad), fueron destinados para Belarus Solidarity Foundation, entidad que apoya a los ciudadanos que han sido reprimidos o han perdido su trabajo debido a su participación en las huelgas y protestas pacíficas en Bielorrusia.
Tras el asesinato de George Floyd y la recurcusión mundial que generó, el 29 de marzo de 2021 editó un sencillo de 7" con "Hey moon" y "Silver", cuyas ganancias se destinaron a Black Lives Matter.
Publicó dos libros con cuarenta y tres letras de sus canciones, uno se título Sex & Death y el otro Power & Money en 2022.
El 7 de julio de 2024 editó por descarga digital su décimo álbum, titulado Un-American Activities, mientras que las copias físicas se lanzaron a mediados de agosto. Fue grabado en Los Ángeles, Estados Unidos, en lo que fue la casa de Lion Feuchtwanger, escritor, poeta y primer oponente al régimen nacionalsocialista en la Alemania de los años 1930. Es el segundo álbum que graba fuera de Berlín, siendo el primero su único EP, Solo Paraíso grabado en Buenos Aires, Argentina en 2014. Nilsson había logrado ser seleccionada para tener una residencia artística en Estados Unidos. Si bien sus anteriores álbumes han tenido un marcado contenido político anticapitalista, en el presente álbum este enfoque esta más marcado, en un contexto de ascenso de la extrema derecha en Europa.

## Estilo
Definitivamente no quiero terminar de repente grabando en estudios, con músicos profesionales. Simplemente no es lo que hago.
Molly Nilsson.

Los críticos generalmente asocian la música de Nilsson al synth-pop, un subgénero del pop más oscuro y melancólico. Sin embargo, sus melodías minimalistas, así como las portadas de sus álbumes en blanco y negro y sus actuaciones, ponen de relieve la significación de las letras sofisticadas de Nilsson y hacen sentir el ambiente de una Europa fría y gris. A pesar de que su estilo puede ser clasificado estilísticamente pop, la carga semántica del mensaje de sus canciones es muy intelectual y diverge del paradigma del pop clásico. Sin embargo, la estructura de sus canciones se asemeja más al post-pop o pop alternativo, algo más complicado y no tan popular.
Ella escribe toda la música y lírica de sus canciones, a su vez también graba y produce sus propios videoclips, lo que en sumatoria algunos han definido como do it yourself.
Su música en algunas ocasiones consta de bases programables y su voz, con adición de algún instrumento como sintetizadores, muy pocas veces emplea músicos de sesión, el resultado, suele ser un sonido parecido a la música de los años 80. Sus composiciones oscilan entre la melancolía y la nostalgia. Por su actitud, algo oscura y a la vez sensible se la considera una “anti-diva”. No suele haber una preponderante presencia de guitarras, salvo en "City" por ejemplo. Sus letras suelen hablar de temas de la vida cotidiana como "Whiskey Sour" y "Summer Cats", también hay canciones que rememoran el romanticismo trágico de Morrissey como "I Hope You Die" o "You always hurt the one you love". Sus influencias son muy amplias, desde Prince, la música de baile y la música clásica.
Generalmente interpreta su música en vivo sola, cantando y tocando pistas de acompañamiento.
Realiza las publicaciones de sus álbumes por medio de su propio sello discográfico Dark Sides Association, cuando editó The Travels en 2013 se asoció al sello independiente escocés Night School Records. A excepción de su cuenta oficial de Facebook (cuyo uso es más bien discreto), Nilsson no suele estar presente en redes sociales argumentando "personalmente, perdí el interés en las redes sociales cuando se convirtió en un monopolio corporativo, no quiero entregarme a eso, como no quiero que «me tengan»", y por otra parte sostiene que siempre ha tenido cuidado de mantener la libertad de poder desarrollarse como artista, manteniendo al mismo tiempo el control total de su accesibilidad y personalidad pública.

Molly Nilsson es una suerte de anti-artista, no tiene el apoyo de ningún sello discográfico grande, y su presencia en redes sociales es casi imperceptible. Pero hay algo en Molly que la hace omnipresente. Sus fanáticos, a lo largo y ancho del globo, así lo afirman y demuestran en cada concierto. Sus álbumes son celebrados por la crítica y su deseo de crear no disminuye.
Cherry Adam.

## Discografía
Álbumes de estudio
- These Things Take Time (2008)
- Europa (2009)
- Follow the Light (2010)
- History (2011)
- The Travels (2013)
- Zenith (2015)
- Imaginations (2017)
- 20-20 (2018)
- Extreme (2022)
- Un-American Activities (2024)
- Amateur (2025)

Canciones

## Reconocimientos
- Zenith 2016, nominado a "Best Pop Album" en los Premios Manifest.[63]
- Premio de SKAP por la Sociedad Sueca de Compositores y Autores, en la categoría "Pop Independiente", 2022.[63]
- Extreme 2022, "The Best Albums of 2022", por The Guardian.[1]
- Extreme 2022, puesto n.° 10 de los "The Best 50 Albums of Year", en una lista hecha por The Fader.[2]
- "Pompei" 2022, "Mejor Música Nueva" por NPR.[2][63]